# Extradição

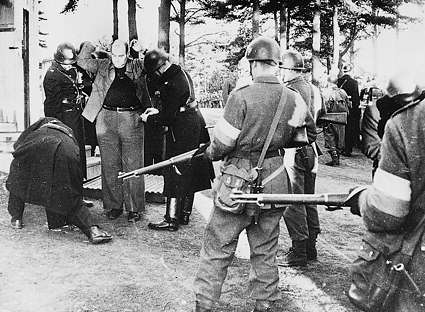
Extradição sueca de soldados alemães e bálticos para a União Soviética em janeiro de 1946

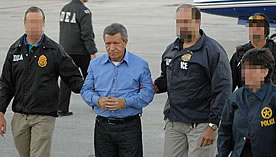
Miguel Rodríguez Orejuela, chefe do Cartel de Cali, extraditado da Colômbia para os Estados Unidos

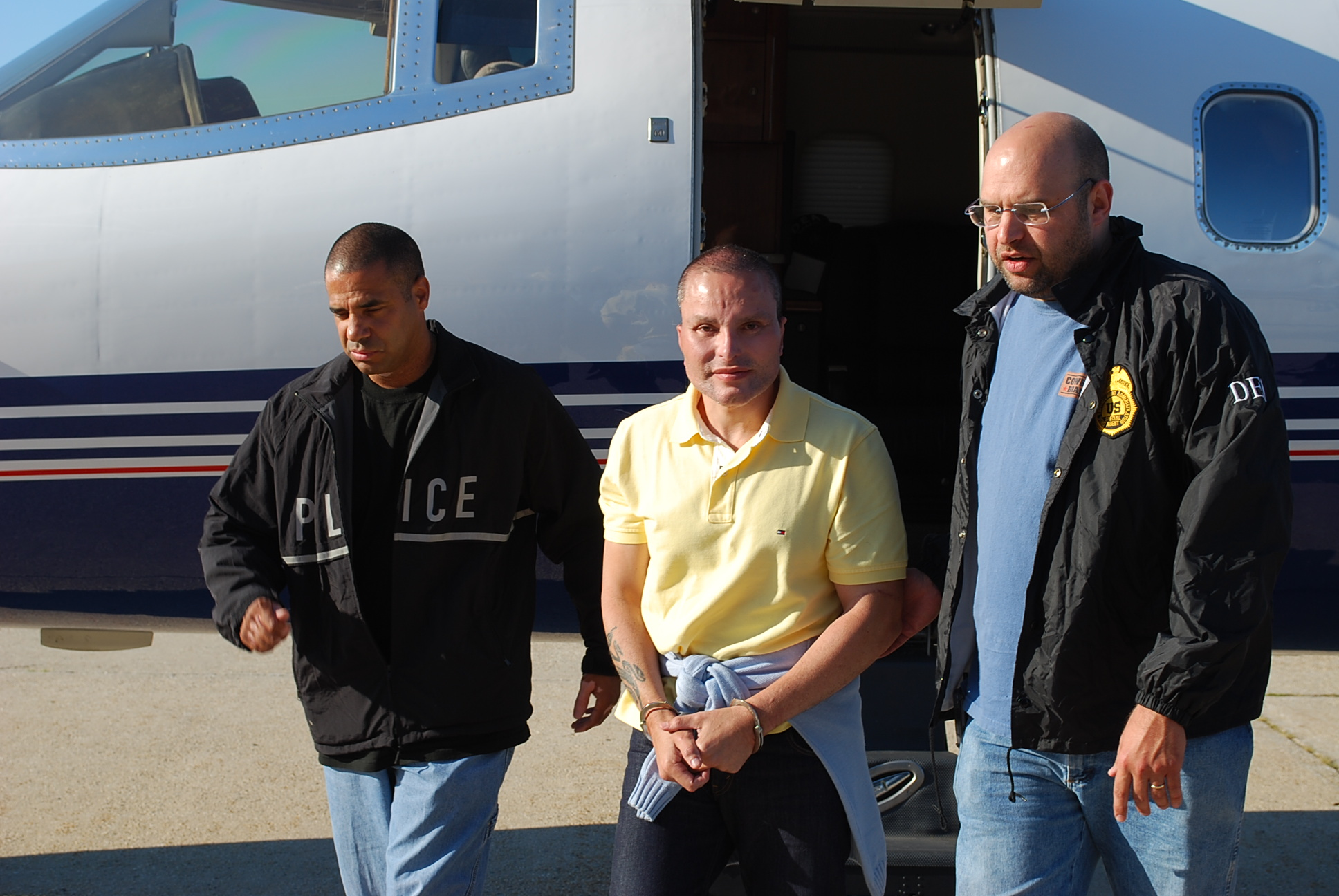
Juan Carlos Ramírez Abadía sendo extraditado para enfrentar acusações nos Estados Unidos

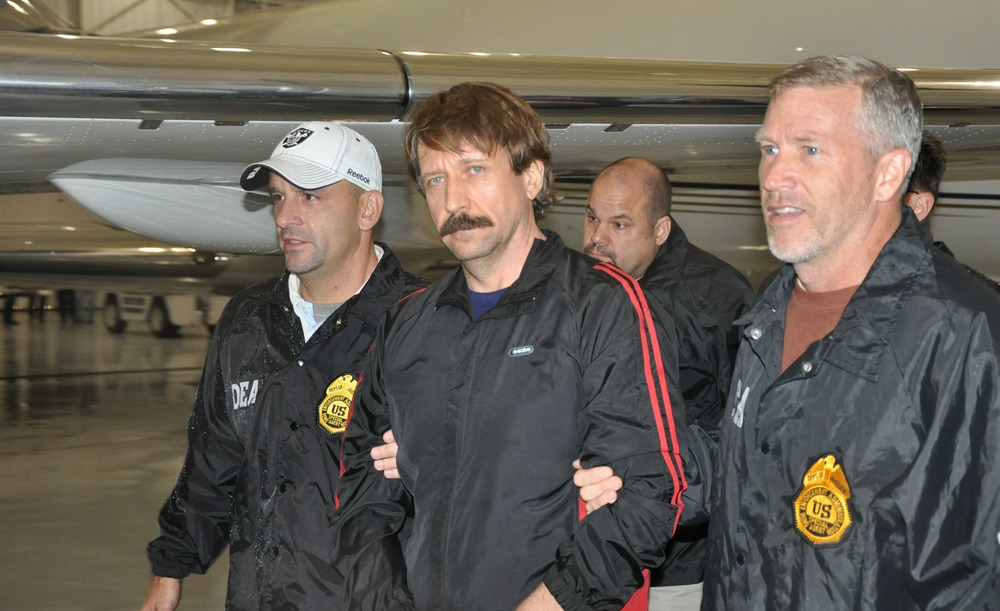
Viktor Bout extraditado para os Estados Unidos a bordo de um avião da Drug Enforcement Administration (DEA-EUA)

A extradição é o processo oficial pelo qual um Estado solicita e obtém de outro a entrega de uma pessoa condenada ou suspeita da prática de uma infração criminal. O direito internacional entende que nenhum Estado é obrigado a extraditar uma pessoa presente em seu território, em razão do princípio da soberania estatal. Por esse motivo, o tema costuma ser regulado por tratados bilaterais que podem gerar, a depender da redação, esse tipo de obrigação.
A pessoa em processo de extradição chama-se extraditando. Já o Estado que solicita a extradição denomina-se ("Estado requerente") e o que recebe o pedido "Estado requerido". A extradição não deve ser confundida com os institutos da deportação e da expulsão de estrangeiros.
Em um processo de extradição, uma jurisdição soberana normalmente faz um pedido formal a outra jurisdição soberana ("o Estado solicitado"). Se o foragido for encontrado no território do estado requerido, o estado requerido poderá prender o foragido e submetê-lo ao processo de extradição. Os procedimentos de extradição a que o fugitivo será submetido dependem da lei e da prática do Estado requerido.
Entre países, a extradição é normalmente regulamentada por tratados. Onde a extradição é obrigada por lei, como entre jurisdições subnacionais, o conceito pode ser conhecido mais geralmente como entrega. É um mecanismo antigo, que remonta pelo menos ao século XIII a.C., quando um faraó egípcio, Ramessés II, negociou um tratado de extradição com um rei hitita, Hatusil III.

## Condições
Em geral, os Estados costumam impor como condições prévias e necessárias para extraditar uma pessoa em seu território:
- a existência de uma ordem de prisão emanada de autoridade competente do Estado requerente (um juiz, por exemplo);
- a tipificação do fato como crime tanto no Estado requerente quanto no requerido;
- um razoável grau de gravidade quanto ao crime; e
- a expectativa de julgamento justo e de proporcionalidade da pena.

Alguns Estados recusam a extradição quando o extraditado esteja sujeito, no Estado requerente, à pena capital ou a pena corporal; nesses casos, alguns países admitem que o Estado requerente se comprometa formalmente a não aplicar tais formas de punição.

## Restrições
Muitos Estados recusam o pedido de extradição quando o extraditando é procurado por crime político ou pode ser submetido a tribunal de exceção pelo Estado requerente. O processo de extradição, nos Estados de direito, costuma estar sujeito à apreciação judicial.

## Aut dedere aut judicare
Um conceito relacionado à extradição que tem implicações significativas no direito penal transnacional é o de aut dedere aut judicare. Esta máxima representa o princípio de que os estados devem entregar um criminoso dentro de sua jurisdição a um estado que deseja processar o criminoso ou processar o criminoso em seus próprios tribunais. Muitos acordos internacionais contêm disposições para aut dedere aut judicare. Estes incluem todas as quatro Convenções de Genebra de 1949, a Convenção das Nações Unidas para a Supressão de Atentados Terroristas, a Convenção das Nações Unidas contra a Corrupção, a Convenção para a Supressão de Apreensão Ilícita de Aeronaves, a Convenção contra a Tortura e Outros Tratamentos ou Penas Cruéis, Desumanos ou Degradantes, a Convenção para a Proteção dos Bens Culturais em Caso de Conflito Armado e a Convenção Internacional para a Supressão e Punição do Crime de Apartheid.
Alguns estudiosos contemporâneos defendem a opinião de que aut dedere aut judicare não é uma obrigação segundo o direito internacional consuetudinário, mas sim "uma cláusula convencional específica relativa a crimes específicos" e, consequentemente, uma obrigação que só existe quando um estado voluntariamente assume a obrigação. Cherif Bassiouni, no entanto, postulou que, pelo menos no que diz respeito aos crimes internacionais, não é apenas uma regra de direito internacional consuetudinário, mas um princípio de jus cogens. O professor Michael Kelly, citando decisões judiciais israelenses e austríacas, observou que "há algumas evidências anedóticas de apoio de que os juízes dentro dos sistemas nacionais estão começando a aplicar a doutrina por conta própria".

## Direitos humanos e extradição
Os direitos humanos como barreira à extradição podem ser invocados em relação ao tratamento do indivíduo no país receptor, incluindo seu julgamento e sentença, bem como o efeito sobre a família do indivíduo se a extradição for concedida. O caráter repressivo e as limitações das liberdades impostas ao indivíduo fazem parte do processo de extradição e é a razão dessas exceções e da importância de que os direitos humanos sejam observados no processo de extradição. Portanto, os direitos humanos protegidos por acordos internacionais e regionais podem ser a base para negar pedidos de extradição, mas apenas como exceções independentes. Embora as preocupações com os direitos humanos possam aumentar a complexidade dos casos de extradição, é positivo, pois aumenta a legitimidade e institucionalização do sistema de extradição.
Determinar se permite a extradição pelo Estado requerido é, entre outras considerações, um exercício de equilíbrio entre os interesses da busca de justiça do Estado solicitante sobre os indivíduos acusados, os interesses do Estado requerido em manter o domínio sobre aqueles que atualmente estão em seu território e os direitos das pessoas extraditáveis. Extradição levanta questões de direitos humanos ao determinar esse equilíbrio em relação à pessoa que pode ser extraditada. Os Estados prevêem o reconhecimento desses direitos tanto expressos em tratados bilaterais como também, potencialmente por meio das obrigações do Estado sob a Declaração Universal dos Direitos Humanos, da qual o Pacto Internacional sobre Direitos Civis e Políticos é particularmente relevante para extradição. Embora regional, a Convenção Europeia dos Direitos Humanos também foi invocada como um obstáculo à extradição em vários casos sob sua jurisdição e as decisões do Tribunal Europeu dos Direitos Humanos têm sido uma fonte útil de desenvolvimento nesta área.

## Brasil
No Brasil, a extradição é prevista pela Constituição Federal no art. 5º, LI e LII, dispositivos que proíbem a extradição de brasileiro (exceto o naturalizado, se a naturalização veio a solidificar-se depois do crime) e vedam a de estrangeiro em caso de crime político ou de opinião.
O instituto é definido pela Lei nº 6 815, de 19 de agosto de 1980 (Estatuto do Estrangeiro), e regulado pelo Decreto nº 86 715, de 10 de dezembro de 1981. A lei brasileira prevê que a extradição deve ser solicitada pelos canais diplomáticos e o respectivo processo é apreciado exclusivamente pelo Supremo Tribunal Federal. A existência de cônjuge ou filho de nacionalidade brasileira não obsta a concessão da extradição.
O Brasil celebrou diversos tratados bilaterais de extradição. Até 2019, o país mantinha acordos bilaterais sobre o tema com Angola, Argentina, Austrália, Bélgica, Bolívia, Canadá, Chile, China, Colômbia, Coreia do Sul, Equador, Espanha, Estados Unidos, França, Itália, Lituânia, Mercosul, México, Paraguai, Peru, Portugal, Reino Unido e Irlanda do Norte, República Dominicana, Romênia, Rússia, Suíça, Suriname, Ucrânia, Uruguai e Venezuela.
Caso a extradição seja deferida e não sendo realizada no prazo de dez dias, é cancelado o pedido de extradição ocasionando na expulsão do infrator do país em questão. E caso o extraditado do Brasil pegue pena de morte por parte do seu país de origem, ele terá direito de cumprir antes uma pena de três décadas (30 anos).

## Abduções
Em alguns casos, um estado sequestrou um suposto criminoso do território de outro estado depois que os procedimentos normais de extradição falharam ou sem tentar usá-los. Casos notáveis estão listados abaixo:
| Nome                      | Ano  | A partir de        | Para           |
| ------------------------- | ---- | ------------------ | -------------- |
| Morton Sobell             | 1950 | México             | Estados Unidos |
| Adolf Eichmann            | 1960 | Argentina          | Israel         |
| Antoine Argoud            | 1963 | Alemanha Ocidental | França         |
| Isang Yun                 | 1967 | Alemanha Ocidental | Coreia do Sul  |
| Mordechai Vanunu          | 1986 | Itália             | Israel         |
| Humberto Álvarez Machaín  | 1990 | México             | Estados Unidos |
| Abdullah Ocalan           | 1999 | Quênia             | Turquia        |
| Wang Bingzhang            | 2002 | Vietnã             | China          |
| Hassan Mustafa Osama Nasr | 2003 | Itália             | Egito          |
| Rodrigo Granda            | 2004 | Venezuela          | Colômbia       |
| Konstantin Yaroshenko     | 2008 | Libéria            | Estados Unidos |
| Dirar Abu Seesi           | 2011 | Ucrânia            | Israel         |
| Gui Minhai                | 2015 | Tailândia          | China          |
| Trịnh Xuân Thanh          | 2017 | Alemanha           | Vietnã         |
| Xiao Jianhua              | 2017 | Hong Kong          | China          |